# Seilbahn Pohorska Vzpenjača
Die Seilbahn Pohorska Vzpenjača (auch Mariborsko Pohorje Seilbahn) ist eine Luftseilbahn in Slowenien, welche die Stadt Maribor an der Drau mit dem Ski- und Wandergebiet Mariborsko Pohorje am Nordrand des Bachergebirges (slowenisch Pohorje) verbindet.